# 网络观察基金会
网络观察基金会（英語：Internet Watch Foundation），是英国一个互联网自律协会，成立于1996年，负责监督互联网上的有害（尤其針对儿童）信息并汇总。对社会宣传健康的网络使用习惯，监督互联网业者的非法和／或不道德行为。2008年，發生網路觀察基金會與維基百科事件。